# 1960
Il 1960 (MCMLX in numeri romani) è un anno bisestile del XX secolo.
Fu soprannominato "anno dell'Africa", per via dei numerosi paesi africani che ottennero l'indipendenza.

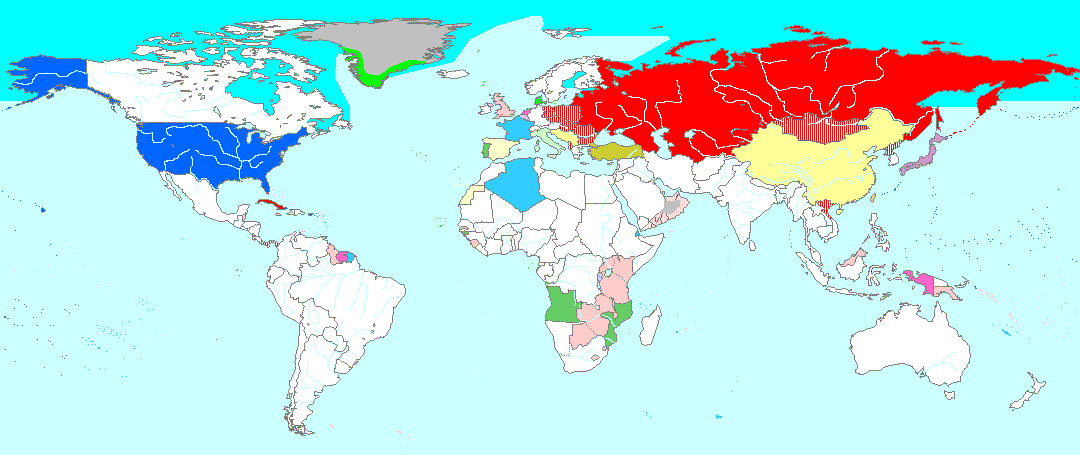
Il mondo nel 1960

## Eventi
- Sudafrica – molte chiese cattoliche vengono bruciate dalla popolazione africana in rivolta.

### Gennaio
- Italia: l'oscar della moneta viene assegnato alla lira.
- 1º gennaio – Camerun: viene proclamata l'indipendenza dalla Francia.
- 10 gennaio – Milano: dalla sede di RAI di Corso Sempione, viene trasmessa la prima puntata della trasmissione radiofonica Tutto il calcio minuto per minuto.
- 24 gennaio – Algeria: lo stato rifiuta lo svolgimento delle trattative di pace avanzate dal presidente francese Charles de Gaulle.

### Febbraio
- 3 febbraio – il primo ministro inglese Harold Macmillan pronuncia un discorso per delineare i piani per garantire l'indipendenza a molte delle colonie britanniche.
- 13 febbraio – Algeria: la Francia esegue il suo primo test nucleare, Gerboise bleue, nel deserto nei pressi di Reggane.
- 18-28 febbraio – California: si svolgono a Squaw Valley gli VIII Giochi olimpici invernali.
- 29 febbraio – Marocco: un terremoto uccide un terzo della popolazione di Agadir.

### Marzo
- Italia: esce nelle sale cinematografiche La dolce vita di Federico Fellini. La Chiesa cattolica e la destra chiedono a gran voce l'intervento della censura.
- 23 marzo – Italia: Antonio Segni si dimette dalla carica di Presidente del Consiglio.
- 25 marzo – la Francia vince l'Eurovision Song Contest, ospitato a Londra, Regno Unito.

### Aprile
- 4 aprile – il Senegal proclama l'indipendenza dalla Francia.
- 8 aprile – Italia: il nuovo governo guidato da Fernando Tambroni ottiene la fiducia alla Camera dei deputati grazie ai voti della Democrazia Cristiana, del Movimento Sociale Italiano e di quattro ex deputati monarchici.
- 17 aprile – Pasqua cattolica
- 21 aprile – Brasile: viene ufficialmente inaugurata la città di Brasilia, che diventa la nuova capitale dello Stato al posto di Rio de Janeiro.
- 27 aprile – indipendenza del Togo

### Maggio
- 1º maggio – Unione Sovietica: alle ore 08:53 mattutine viene abbattuto l'aereo spia statunitense Lockheed U-2 sopra i cieli della città di Sverdlovsk (attuale Ekaterinburg) con la cattura del pilota Gary Powers e conseguente crisi internazionale.
- 11 maggio – Argentina: A Buenos Aires, agenti del Servizio Segreto Israeliano, il Mossad, catturano il gerarca nazista Adolf Eichmann.
- 16 maggio – invenzione del primo laser ad opera del fisico Theodore Maiman.
- 20 maggio – Cannes: al Festival internazionale del film di Cannes, La dolce vita di Federico Fellini vince la Palma d'oro.
- 22 maggio – Cile: il terremoto più forte del XX secolo si abbatte con magnitudo 9,5. Il maremoto generato dalla scossa tellurica, oltre a distruggere tutti i villaggi lungo 800 km di costa, percorre 17.000 km e arriva fino in Giappone, dall'altra parte dell'Oceano Pacifico.
- 23 maggio – Argentina: il governo israeliano annuncia la cattura del criminale nazista Adolf Eichmann.

### Giugno
- Giugno – Francia: segnali di disgelo tra il governo francese e i rivoltosi algerini. Charles De Gaulle visita Algeri per incontrare il governo provvisorio.
- 27 giugno – Palermo: durante lo sciopero generale indetto da Confederazione Generale Italiana del Lavoro, CISL e UIL per sollecitare misure a favore dell'economia della città, l'intervento della celere causa 30 feriti.
- 30 giugno
  - Il Congo diventa indipendente dal Belgio.
  - Genova: scontri tra manifestanti e reparti della celere durante un corteo antifascista in occasione del congresso MSI. 83 persone rimangono ferite.

### Luglio
- 1º luglio – indipendenza della Somalia dall'Italia; lo Stato del Somaliland si unisce alla Somalia.
- 4 luglio – Viene adottata negli USA la versione attuale della Bandiera degli Stati Uniti.
- 6 luglio – prima edizione del Campionato europeo di calcio, organizzato ogni quattro anni dalla UEFA.
- 7 luglio – Reggio Emilia: durante scontri tra forze dell'ordine e lavoratori perdono la vita 5 operai. L'evento, noto anche come strage di Reggio Emilia, ha dato nome ad una piazza della città, piazza Martiri del 7 luglio.
- 10 luglio – l'Unione Sovietica si aggiudica la prima edizione del Campionato europeo di calcio, battendo in finale la Jugoslavia.
- 21 luglio – Sri Lanka: Sirimavo Bandaranaike, leader dell'LSFP, è la prima donna al mondo ad essere eletta alla carica di primo ministro.

### Agosto
- 1º agosto – indipendenza del Dahomey
- 5 agosto – indipendenza del Burkina Faso
- 7 agosto – indipendenza della Costa d'Avorio
- 15 agosto – la Repubblica del Congo (Brazzaville) dichiara l'indipendenza dalla Francia.
- 16 agosto
  - indipendenza di Cipro.
  - Joseph Kittinger salta da 31,33 km di altezza.
- 17 agosto – indipendenza del Gabon
- 20 agosto – Fiumicino: viene inaugurato il nuovo aeroporto "Leonardo da Vinci".
- 25 agosto – Roma: si aprono le XVII Olimpiadi estive.

### Settembre
- Settembre - Francia: Jean-Paul Sartre pubblica "L'appello dei 121, critica di un folto gruppo di intellettuali alla politica colonialista francese in Algeria.
- 11 settembre – Roma: si concludono le XVII Olimpiadi estive.
- 14 settembre - viene fondata a Baghdad (Iraq) l'OPEC (Organizzazione dei Paesi esportatori di petrolio) con sede a Vienna (Austria).
- 18 settembre-25 settembre – Roma: si svolgono per la prima volta nella storia i Giochi Paralimpici estivi.

### Ottobre
- 1º ottobre – indipendenza della Nigeria
- 11 ottobre – Italia: si inaugura la trasmissione RAI Tribuna elettorale in occasione delle imminenti elezioni amministrative. Sarà seguita l'anno successivo da Tribuna politica.

### Novembre
- Novembre – Francia: il presidente della Repubblica, Charles De Gaulle avanza l'ipotesi di un'Algeria indipendente. Per arrivare alla decisione si annuncia un referendum.
- 8 novembre – Stati Uniti: John Fitzgerald Kennedy vince le elezioni presidenziali sconfiggendo con pochi voti di scarto il candidato repubblicano Richard Nixon e diventando così il 35º Presidente degli Stati Uniti.
- 15 novembre – va in onda alla televisione italiana la prima trasmissione di Non è mai troppo tardi, corso di alfabetizzazione per adulti.
- 13 novembre – USA: Sammy Davis Jr. sposa May Britt. Il matrimonio tra l'artista di colore e l'attrice svedese desta scalpore, perché le unioni interrazziali sono all'epoca vietate in 31 stati su 50 negli USA.
- 13 novembre - Inizia in Guatemala una guerra civile tra le forze governative e diversi gruppi di ribelli sostenuti dalla popolazione di origine Maya e ladina
- 25 novembre – le sorelle Mirabal, attiviste politiche dominicane, vengono assassinate per ordine di Rafael Leónidas Trujillo.
- 28 novembre – indipendenza della Mauritania

### Dicembre
- Italia: in Vaticano storico incontro tra Papa Giovanni XXIII e l'Arcivescovo di Canterbury Geoffrey Fisher.
- Francia: rientrato da un viaggio tumultuoso in Algeria, dopo duri scontri tra manifestanti indipendentisti e residenti francesi, De Gaulle abbandona l'idea del referendum.
- 31 dicembre – il farthing, usato in Gran Bretagna sin dal XIII secolo, cessa di avere corso legale.

## Nati
Ci sono circa 3 770 voci su persone nate nel 1960; vedi la pagina Nati nel 1960 per un elenco descrittivo o la categoria Nati nel 1960 per un indice alfabetico.

## Morti
Ci sono circa 960 voci su persone morte nel 1960; vedi la pagina Morti nel 1960 per un elenco descrittivo o la categoria Morti nel 1960 per un indice alfabetico.

## Calendario
| Calendario 1960 | Calendario 1960 | Calendario 1960 | Calendario 1960 | Calendario 1960 | Calendario 1960 | Calendario 1960 | Calendario 1960 | Calendario 1960 | Calendario 1960 | Calendario 1960 | Calendario 1960 | Calendario 1960 | Calendario 1960 | Calendario 1960 | Calendario 1960 | Calendario 1960 | Calendario 1960 | Calendario 1960 | Calendario 1960 | Calendario 1960 | Calendario 1960 | Calendario 1960 | Calendario 1960 | Calendario 1960 | Calendario 1960 | Calendario 1960 | Calendario 1960 | Calendario 1960 | Calendario 1960 | Calendario 1960 | Calendario 1960 | Calendario 1960 |
| --------------- | --------------- | --------------- | --------------- | --------------- | --------------- | --------------- | --------------- | --------------- | --------------- | --------------- | --------------- | --------------- | --------------- | --------------- | --------------- | --------------- | --------------- | --------------- | --------------- | --------------- | --------------- | --------------- | --------------- | --------------- | --------------- | --------------- | --------------- | --------------- | --------------- | --------------- | --------------- | --------------- |
|                 | 1               | 2               | 3               | 4               | 5               | 6               | 7               | 8               | 9               | 10              | 11              | 12              | 13              | 14              | 15              | 16              | 17              | 18              | 19              | 20              | 21              | 22              | 23              | 24              | 25              | 26              | 27              | 28              | 29              | 30              | 31              |                 |
| Gennaio         | Ve              | Sa              | Do              | Lu              | Ma              | Me              | Gi              | Ve              | Sa              | Do              | Lu              | Ma              | Me              | Gi              | Ve              | Sa              | Do              | Lu              | Ma              | Me              | Gi              | Ve              | Sa              | Do              | Lu              | Ma              | Me              | Gi              | Ve              | Sa              | Do              |                 |
| Febbraio        | Lu              | Ma              | Me              | Gi              | Ve              | Sa              | Do              | Lu              | Ma              | Me              | Gi              | Ve              | Sa              | Do              | Lu              | Ma              | Me              | Gi              | Ve              | Sa              | Do              | Lu              | Ma              | Me              | Gi              | Ve              | Sa              | Do              | Lu              |                 |                 |                 |
| Marzo           | Ma              | Me              | Gi              | Ve              | Sa              | Do              | Lu              | Ma              | Me              | Gi              | Ve              | Sa              | Do              | Lu              | Ma              | Me              | Gi              | Ve              | Sa              | Do              | Lu              | Ma              | Me              | Gi              | Ve              | Sa              | Do              | Lu              | Ma              | Me              | Gi              |                 |
| Aprile          | Ve              | Sa              | Do              | Lu              | Ma              | Me              | Gi              | Ve              | Sa              | Do              | Lu              | Ma              | Me              | Gi              | Ve              | Sa              | Do              | Lu              | Ma              | Me              | Gi              | Ve              | Sa              | Do              | Lu              | Ma              | Me              | Gi              | Ve              | Sa              |                 |                 |
| Maggio          | Do              | Lu              | Ma              | Me              | Gi              | Ve              | Sa              | Do              | Lu              | Ma              | Me              | Gi              | Ve              | Sa              | Do              | Lu              | Ma              | Me              | Gi              | Ve              | Sa              | Do              | Lu              | Ma              | Me              | Gi              | Ve              | Sa              | Do              | Lu              | Ma              |                 |
| Giugno          | Me              | Gi              | Ve              | Sa              | Do              | Lu              | Ma              | Me              | Gi              | Ve              | Sa              | Do              | Lu              | Ma              | Me              | Gi              | Ve              | Sa              | Do              | Lu              | Ma              | Me              | Gi              | Ve              | Sa              | Do              | Lu              | Ma              | Me              | Gi              |                 |                 |
| Luglio          | Ve              | Sa              | Do              | Lu              | Ma              | Me              | Gi              | Ve              | Sa              | Do              | Lu              | Ma              | Me              | Gi              | Ve              | Sa              | Do              | Lu              | Ma              | Me              | Gi              | Ve              | Sa              | Do              | Lu              | Ma              | Me              | Gi              | Ve              | Sa              | Do              |                 |
| Agosto          | Lu              | Ma              | Me              | Gi              | Ve              | Sa              | Do              | Lu              | Ma              | Me              | Gi              | Ve              | Sa              | Do              | Lu              | Ma              | Me              | Gi              | Ve              | Sa              | Do              | Lu              | Ma              | Me              | Gi              | Ve              | Sa              | Do              | Lu              | Ma              | Me              |                 |
| Settembre       | Gi              | Ve              | Sa              | Do              | Lu              | Ma              | Me              | Gi              | Ve              | Sa              | Do              | Lu              | Ma              | Me              | Gi              | Ve              | Sa              | Do              | Lu              | Ma              | Me              | Gi              | Ve              | Sa              | Do              | Lu              | Ma              | Me              | Gi              | Ve              |                 |                 |
| Ottobre         | Sa              | Do              | Lu              | Ma              | Me              | Gi              | Ve              | Sa              | Do              | Lu              | Ma              | Me              | Gi              | Ve              | Sa              | Do              | Lu              | Ma              | Me              | Gi              | Ve              | Sa              | Do              | Lu              | Ma              | Me              | Gi              | Ve              | Sa              | Do              | Lu              |                 |
| Novembre        | Ma              | Me              | Gi              | Ve              | Sa              | Do              | Lu              | Ma              | Me              | Gi              | Ve              | Sa              | Do              | Lu              | Ma              | Me              | Gi              | Ve              | Sa              | Do              | Lu              | Ma              | Me              | Gi              | Ve              | Sa              | Do              | Lu              | Ma              | Me              |                 |                 |
| Dicembre        | Gi              | Ve              | Sa              | Do              | Lu              | Ma              | Me              | Gi              | Ve              | Sa              | Do              | Lu              | Ma              | Me              | Gi              | Ve              | Sa              | Do              | Lu              | Ma              | Me              | Gi              | Ve              | Sa              | Do              | Lu              | Ma              | Me              | Gi              | Ve              | Sa              |                 |

## Premi Nobel
- per la Pace: Albert John Lutuli
- per la Letteratura: Saint-John Perse
- per la Medicina: Frank Macfarlane Burnet, Peter Brian Medawar
- per la Fisica: Donald A. Glaser
- per la Chimica: Willard Frank Libby

## Arti

### Cinema
- esce La scuola dei dritti, commedia britannica del regista Robert Hamer;
- esce La dolce vita, ottavo film del regista Federico Fellini
- esce L'avventura, sesto lungometraggio del regista Michelangelo Antonioni
- esce Rocco e i suoi fratelli, settimo film del regista Luchino Visconti